# Lee Holdridge
Lee Elwood Holdridge (nascut el 3 de març de 1944) és un compositor i orquestrador estatunidenc.

## Vida i carrera
Holdridge va néixer a Port-au-Prince, Haití, d'una mare porto-riquenya i d'un pare estatunidenc, Leslie Holdridge, botànic i climatòleg.
Mentre vivia a Costa Rica, als deu anys, va estudiar violí amb Hugo Mariani, que aleshores era el director de l'Orquestra Simfònica Nacional de Costa Rica. Després es va traslladar a Boston, on va acabar la secundària i va estudiar composició amb Henry Lasker.
Ja d'adult, Holdridge es va traslladar a la ciutat de Nova York per continuar els seus estudis musicals i començar la seva carrera com a compositor professional. Allà va compondre obres de cambra, peces de rock, cançons, música de teatre i partitures de fons per a curtmetratges, i finalment va arribar l'avís de Neil Diamond. A continuació, Diamond va portar Holdridge amb ell a Los Angeles per escriure els arranjaments dels seus propers àlbums. Després de diversos èxits d'or i platí, ambdós van col·laborar en la banda sonora guanyadora del premi Grammy per a Jonathan Livingston.
Holdridge ha compost i orquestrat per a moltes pel·lícules, incloent: 
- Jeremy (1973)[3]
- Mustang Country (1976)
- The Pack (1977)
- The Other Side of the Mountain Part 2 (1978)
- Like Mom, Like Me (1978)
- Moment by Moment (1978)
- Tilt (1979)
- French Postcards (1979)
- American Pop (1981)[4]
- The Day the Loving Stopped (1981)
- El senyor de les bèsties (The Beastmaster) (1982)
- Mr. Mom (1983)
- Splash (1984)
- Micki i Maude (Micki & Maude) (1984)
- Transylvania 6-5000 (1985)
- Secrets indiscrets (The Men's Club) (1986)
- A Tiger's Tale (1987)
- El gran negoci de les bessones (Big Business) (1988)
- Gringo vell (Old Gringo) (1989)
- Torch Song (1993)
- Les aventures de Pinotxo (The Adventures of Pinocchio) (1996)
- The Secret of NIMH 2: Timmy to the Rescue (1998)
- Into the Arms of Strangers: Stories of the Kindertransport (2000)
- Puerto Vallarta Squeeze (2004)
- Brothers at War (2009).[5]

Ha compost per a diverses sèries de televisió, incloent: 
- Sara
- East of Eden
- I'll Take Manhattan
- Atomic Train
- The Mists of Avalon
- American Family
- The Brooke Ellison Story
- Moonlighting
- La Bella i la Bèstia (Beauty and the Beast).

Holdridge ha actuat i enregistrat en diversos concerts, incloent The Golden Land, el Jefferson Tribute, ña seva suite per a òpera Lazarus and His Beloved, el Concert per a viola i orquestra de cambra, el Concertino per a violoncel i cordes, la Serenata per a oboè i cordes, la Sonata fantasia per a violoncel i piano , l'Elegia per a cordes i arpa, i el Sonnet per a soprano i orquestra.
L'obra musica de Holdridge està fortament influïda per compositors clàssics com ara Béla Bartók, Dmitri Xostakóvitx i Ralph Vaughan Williams així com per altres compositors de cinema com Erich Wolfgang Korngold, Franz Waxman, Jerry Goldsmith i Ennio Morricone. I després d'escriure òperes més curtes, Holdridge té previst compondre en algun moment una òpera èpica.

### Vida personal
Holdridge està casat amb l'ex ballarina de ballet Elisa Justice. És co-director d'audició de la regió occidental del Metropolitan Opera National Council, presenta el seu propi programa de ràdio de música clàssica anomenat "Eclectic Classics" i ha coproduït un nou àlbum i documental amb Milt Okun anomenat Great Voices Sing John Denver. Va guanyar el premi al "Millor productor" per un documental al Festival Internacional de Cinema de Madrid.